# Arenaria saxigena
Arenaria saxigena är en nejlikväxtart som först beskrevs av Jean-Henri Humbert och Maire, och fick sitt nu gällande namn av Alain Dobignard. Arenaria saxigena ingår i släktet narvar, och familjen nejlikväxter. Inga underarter finns listade i Catalogue of Life.